# Ranji Trophy 2013/14
Der Ranji Trophy 2013/14 war die 79. Saison des nationalen First-Class-Cricket-Wettbewerbes in Indien. Gewinner war Karnataka, die somit ihre 7. Ranji Trophy gewannen.

## Format
Die Mannschaften spielten in drei Gruppen jeweils einmal gegen jede andere Mannschaft ihrer Gruppe. Die Gruppeneinteilung basiert auf der der vorherigen Saison 2012/2013, wobei die Gruppenletzten der Gruppen A und B in die Gruppe C abstiegen und die beiden Gruppenersten der Gruppe C in die Gruppen A und B aufstiegen. Für einen Sieg erhielt ein Team zunächst 6 Punkte, für ein Unentschieden (beide Mannschaften erzielen die gleiche Anzahl an Runs) 3 Punkte. Sollte kein Ergebnis erreicht werden und das Spiel in einem Remis enden zählen die Resultate nach dem ersten Innings. Dabei gibt es drei Punkte für einen Sieg, und jeweils einen Punkt im Falle eines Unentschiedens oder einer Niederlage. Einen Bonuspunkt gibt es für Siege mit einem Innings oder mit einem Vorsprung von 10 Wickets. Aus Gruppe A und B qualifizieren sich jeweils die ersten drei, aus Gruppe C die besten beiden Mannschaften für das Viertelfinale. Von da aus wird im K.-o.-System der Sieger der Ranji Trophy in neutralen Stadien ausgespielt.

## Resultate

### Gruppenphase

#### Gruppe A
Tabelle
| Teams     | Sp. | S | N | U | R | DWF | DTF | DLF | A | ND | BP | Punkte | Q     |
| --------- | --- | - | - | - | - | --- | --- | --- | - | -- | -- | ------ | ----- |
| Karnataka | 8   | 5 | 0 | 0 | 0 | 2   | 0   | 1   | 0 | 0  | 1  | 38     | 1.355 |
| Punjab    | 8   | 4 | 2 | 0 | 0 | 1   | 0   | 1   | 0 | 0  | 2  | 30     | 1.156 |
| Mumbai    | 8   | 4 | 1 | 0 | 0 | 1   | 1   | 1   | 0 | 0  | 0  | 29     | 1.144 |
| Gujarat   | 8   | 2 | 1 | 0 | 0 | 4   | 0   | 1   | 0 | 0  | 1  | 26     | 1.214 |
| Delhi     | 8   | 2 | 2 | 0 | 0 | 1   | 1   | 1   | 1 | 0  | 1  | 19     | 1.182 |
| Odisha    | 8   | 1 | 3 | 0 | 0 | 1   | 0   | 3   | 0 | 0  | 0  | 12     | 0.730 |
| Vidarbha  | 8   | 1 | 3 | 0 | 0 | 1   | 0   | 3   | 0 | 0  | 0  | 12     | 0.699 |
| Haryana   | 8   | 1 | 5 | 0 | 0 | 1   | 0   | 1   | 0 | 0  | 0  | 10     | 0.950 |
| Jharkhand | 8   | 0 | 3 | 0 | 0 | 2   | 0   | 2   | 1 | 0  | 0  | 9      | 0.759 |

#### Gruppe B
Tabelle
| Teams          | Sp. | S | N | U | R | DWF | DTF | DLF | A | ND | BP | Punkte | Q     |
| -------------- | --- | - | - | - | - | --- | --- | --- | - | -- | -- | ------ | ----- |
| Railways       | 8   | 3 | 0 | 0 | 0 | 2   | 0   | 2   | 0 | 1  | 1  | 28     | 1.186 |
| Uttar Pradesh  | 8   | 2 | 1 | 0 | 0 | 3   | 0   | 1   | 0 | 1  | 1  | 24     | 1.130 |
| Bengal         | 8   | 2 | 0 | 0 | 0 | 3   | 0   | 2   | 1 | 0  | 0  | 24     | 1.037 |
| Saurashtra     | 8   | 2 | 1 | 0 | 0 | 2   | 0   | 3   | 0 | 0  | 1  | 22     | 1.333 |
| Baroda         | 8   | 3 | 4 | 0 | 0 | 0   | 0   | 0   | 1 | 0  | 1  | 20     | 0.985 |
| Rajasthan      | 8   | 2 | 2 | 0 | 0 | 2   | 0   | 2   | 0 | 0  | 0  | 20     | 0.947 |
| Tamil Nadu     | 8   | 1 | 1 | 0 | 0 | 3   | 0   | 3   | 0 | 0  | 0  | 18     | 1.144 |
| Madhya Pradesh | 8   | 0 | 2 | 0 | 0 | 3   | 0   | 3   | 0 | 0  | 0  | 12     | 0.895 |
| Services       | 8   | 0 | 4 | 0 | 0 | 1   | 0   | 3   | 0 | 0  | 0  | 6      | 0.619 |

#### Gruppe C
Tabelle
| Teams             | Sp. | S | N | U | R | DWF | DTF | DLF | ND | ND | BP | Punkte | Q     |
| ----------------- | --- | - | - | - | - | --- | --- | --- | -- | -- | -- | ------ | ----- |
| Maharashtra       | 8   | 4 | 0 | 0 | 0 | 3   | 0   | 0   | 0  | 1  | 1  | 35     | 1.684 |
| Jammu and Kashmir | 8   | 4 | 2 | 0 | 0 | 1   | 0   | 1   | 0  | 0  | 0  | 28     | 1.006 |
| Goa               | 8   | 4 | 1 | 0 | 0 | 0   | 0   | 3   | 0  | 0  | 1  | 28     | 1.005 |
| Himachal Pradesh  | 8   | 3 | 3 | 0 | 0 | 1   | 0   | 1   | 0  | 0  | 2  | 24     | 1.164 |
| Kerala            | 8   | 2 | 2 | 0 | 0 | 3   | 0   | 1   | 0  | 0  | 0  | 22     | 0.949 |
| Hyderabad         | 8   | 1 | 0 | 0 | 0 | 3   | 0   | 2   | 0  | 2  | 0  | 19     | 1.089 |
| Andhra Pradesh    | 8   | 1 | 2 | 0 | 0 | 1   | 0   | 4   | 0  | 0  | 1  | 14     | 1.029 |
| Assam             | 8   | 1 | 4 | 0 | 0 | 2   | 0   | 1   | 0  | 0  | 1  | 14     | 0.805 |
| Tripura           | 8   | 0 | 6 | 0 | 0 | 0   | 0   | 1   | 0  | 1  | 0  | 2      | 0.573 |

## Play-offs

### Viertelfinale
| 8. – 11. Januar Scorecard | Mumbai | Mumbai 402 (116.3) & 129 (38.1)   | – | Maharashtra 280 (84.3) & 252-2 (65.1) |
|                           |        | Maharashtra gewinnt mit 8 Wickets |   |                                       |

| 8. – 12. Januar Scorecard | Kolkata | Bengal 317 (101.5) & 267 (90.4) | – | Railways 314 (93.3) & 222 (83.3) |
|                           |         | Bengal gewinnt mit 48 Runs      |   |                                  |

| 8. – 11. Januar Scorecard | Bangalore | Karnataka 349 (100.5) & 204 (66.5) | – | Uttar Pradesh 221-9d (70.3) & 240 (65.3) |
|                           |           | Karnataka gewinnt mit 92 Runs      |   |                                          |

| 8. – 11. Januar Scorecard | Vadodara | Punjab 304 (81.2) & 296 (72.2) | – | Jammu and Kashmir 277 (76.4) & 233 (64.2) |
|                           |          | Punjab gewinnt mit 100 Runs    |   |                                           |

### Halbfinale
| 18. – 20. Januar Scorecard | Indore | Bengal 114 (41.4) & 348 (77.3)     | – | Maharashtra 455 (126.3) & 8-0 (2) |
|                            |        | Maharashtra gewinnt mit 10 Wickets |   |                                   |

| 18. – 22. Januar Scorecard | Mohali | Punjab 270 (64.5) | – | Karnataka 447-5 (146.1) |
|                            |        | Remis             |   |                         |

Karnataka gewinnt nach dem Resultat im ersten Innings.

### Finale
| 29. Januar – 2. Februar Scorecard | Hyderabad | Maharashtra 305 (104.1) & 366 (91.2) | – | Karnataka 515 (171.1) & 157-3 (40.5) |
|                                   |           | Karnataka gewinnt mit 7 Wickets      |   |                                      |

## Irani Cup 2013/14
Für den Irani Cup 2013/14 qualifizierte sich der Gewinner der Ranji Trophy, Karnataka, und spielte gegen die Auswahlmannschaft Rest of India. Karnataka gewann die Begegnung mit einem Innings und 222 Runs.

### Austragungsort
| Stadion                | Stadt     | Kapazität |
| ---------------------- | --------- | --------- |
| M. Chinnaswamy Stadium | Bangalore | 42.000    |

### Kader
| First Class | First Class |
| Karnataka | Rest of India |
| --- | --- |
| - Vinay Kumar (K) - Mayank Agarwal - Sreenath Aravind - Stuart Binny - Chidhambaram Gautam (wk) - Shreyas Gopal - Abrar Kazi - Abhimanyu Mithun - Ronit More - Karun Nair - Manish Pandey - Lokesh Rahul - Ganesh Satish - HS Sharath - Robin Uthappa - Amit Verna | - Harbhajan Singh (K) - Varun Aaron - Baba Aparajith - Ankit Bawne - Natraj Behera - Ashok Dinda - Gautam Gambhir - Kedar Jadhav - Dinesh Karthik (wk) - Amit Mishra - Parvez Rasool - Anureet Singh - Jiwanjot Singh - Mandeep Singh - Pankaj Singh |

### Resultat
| 9. – 12. Februar Scorecard | Bangalore | Rest of India 201 (65.4) & 183 (57.5)            | – | Karnataka 606 (145) |
|                            |           | Karnataka gewinnt mit einem Innings und 222 Runs |   |                     |

## Winilinks
- Ranji Trophy auf Cricinfo
- Irani Cup auf Cricinfo